# Morga
Morga es una anteiglesia y un municipio español de la provincia de Vizcaya, perteneciente a la comunidad autónoma del País Vasco. En 2023 tenía una población de 414 habitantes, de los que el 86 % es vascohablante.

## Historia

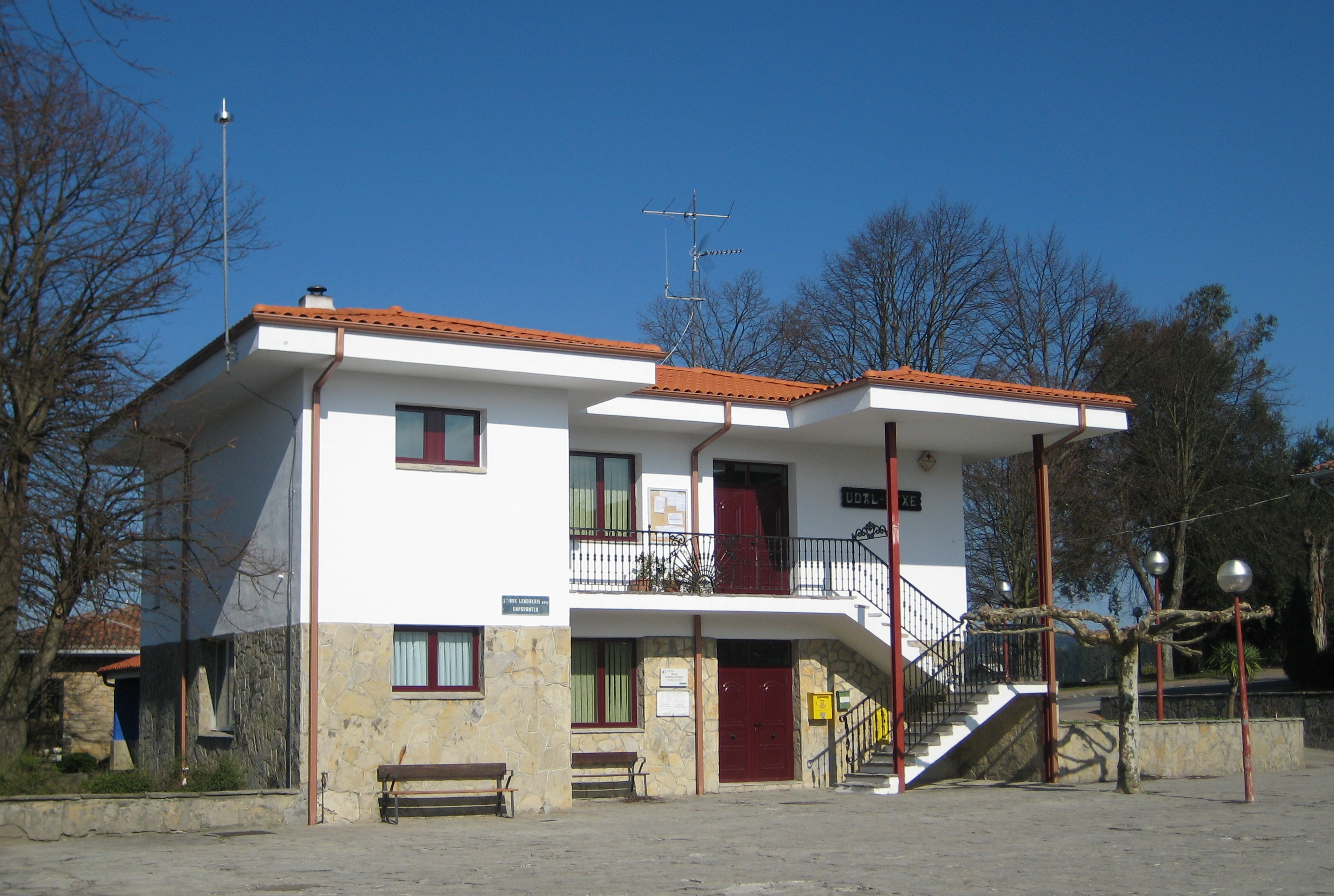
Ayuntamiento de Morga

Hacia mediados del siglo XIX, el lugar, una anteiglesia conocida por el nombre de «Meacaur de Morga» que ya por entonces disponía de ayuntamiento propio, tenía contabilizada una población de 413 habitantes. Aparece descrito en el undécimo volumen del Diccionario geográfico-estadístico-histórico de España y sus posesiones de Ultramar de Pascual Madoz con las siguientes palabras:

MEACAUR DE MORGA: anteigl. con ayunt. en la prov. de Vizcaya (á Bilbao 3 1/2 leg.), part. jud. de Guernica (1 1/2), aud. terr. de Burgos (25), c. g. de las Provincias Vascongadas (á Vitoria 11), dióc. de Calahorra (31): tiene el 58.º voto y asiento en las juntas dé Guernica y contribuye por 48 fogueras. sit. en una pequeña eminencia á la falda septentrional del monte Vizcargui; clima frio; reina el viento N. y NE. y se padecen fiebres catarrales. La pobl. se halla dispersa en los barrios de Oñarte, Meacar, Andra-Maria ó Lequerica, Morga, Morgaondo y Meñica, y en varios caseríos, aunque solitarios, con nombre propio reuniendo un total de 85 casas, de las cuales hay 14 que, no obstante de ser feligreses de la parr., dependen en lo civil. de la v. de Munguia, sucediendo lo mismo á otro cas. que corresponde á Rigoitia, sin embargo de hallarse enclavado en la jurisd. de la anteigl.: tiene escuela de primera educacion para ambos sexos concurrida por 20 niños y 10 niñas y dotada con 320 rs. en metálico y 400 de retribuciones en especie: la igl. parr. (San Martin), está servida por 3 curas beneficiados y 2 sacristanes, pero uno de estos con otro de los primeros asiste á la aneja titulada Andra Maria ó Ntra. Sra. de los Remedios: en la igl. matriz, fundada en el siglo VII y reedificada de nueva planta hácia los años 1580, existe un nicho en la pared, donde segun tradicion descansan los restos mortales de D. Munso ó Munio Lopez, señor de Vizcaya, muerto por su hijo D. Iñigo Ezquerra sobre el año 920: á distancia de unos 200 pasos al N. de la parr. existió un palacio denominado Isasi o Gaysasi, perteneciente á los SS. de Vizcaya y donde se dice haber sido sitiado D. Iñigo Ezquerra por su padre; los vestigios y un patin de agua que habia, se cubrieron de tierra en 1779, habiéndose reducido su sitio á heredad de sembradío. Entre las 5 ermitas dedicadas á San Esteban, Jesus Crucificado, San Vicente, San Miguel y Sto. Tomás, merece llamar la atencion la primera, por las varias piedras ó lápidas sepulcrales que se hallaron al sacarse los cimientos en 1770, y de las cuales se conservan dos con inscripciones en la pared de la misma ermita: la segunda fundada en 1586 y reedificada en 1766, se ven 2 lápidas con aguila y leon que dicen: Ave Maria gratia plena y memento. El térm. que tiene 3 leg. de circunferencia, confina N. Libano de Arrieta; E. Rigoitia y Mugica; S. Amorevieta y Larrabezua, y O. Fica y Fruniz: es montuoso y entrecortado de arroyos que bajan del Vizcargui y Arechabalana á reunirse en el r. Plencia. El terreno es arcilloso: los caminos locales y en mal estado. El correo se recibe de Guernica. prod.: maiz, trigo, habas, habichuelas, mucha manzana y alguna castaña: cria ganado vacuno, pero poco á causa de haber talado los montes y carecer de pastos: hay caza de liebres, zorras y sordas, y poca pesca de anguilas y bermejuelas. ind.: 5 molinos y 1 ferrería que hace años no trabaja. pobl.: 66 vec., 413 alm. riqueza imp.: 18,316 rs. 27 mrs.
(Madoz, 1848, p. 326)

## Demografía
Morga cuenta con una población de 412 habitantes (INE 2024).
| Gráfica de evolución demográfica de Morga entre 1842 y 2021                                                         |
| |
| Población de derecho según los censos de población del INE Población de hecho según los censos de población del INE |

## Administración y política

### Gobierno municipal
| Partido político                                             | 2023  | 2023  | 2023       | 2019  | 2019  | 2019       | 2015  | 2015  | 2015       | 2011  | 2011  | 2011       | 2007  | 2007  | 2007       |
| Partido político                                             | %     | Votos | Concejales | %     | Votos | Concejales | %     | Votos | Concejales | %     | Votos | Concejales | %     | Votos | Concejales |
| Euzko Alderdi Jeltzalea-Partido Nacionalista Vasco (EAJ-PNV) | 55,72 | 146   | 4          | 59,85 | 164   | 4          | 54,84 | 153   | 4          | 54,21 | 161   | 4          | 95,07 | 193   | 7          |
| Euskal Herria Bildu (EH Bildu)-Bildu                         | 41,98 | 110   | 3          | 38,32 | 105   | 3          | 43,01 | 120   | 3          | 44,44 | 132   | 3          | –     | –     | –          |
| Partido Popular del País Vasco (PP)                          | 0,76  | 2     | 0          | 0,72  | 2     | 0          | –     | –     | –          | 0,67  | 2     | 0          | 1,48  | 3     | 0          |

### Organización territorial
El municipio está conformado, según el Instituto Nacional de Estadística, por las entidades de población de Andra Mari, Eskerika, Meaka, Meakaur, Morgaondo, Oñarte y Ganbe.

## Patrimonio
Hay en el lugar una iglesia de San Martín. Hubo, asimismo, un palacio de Isasi.